# 1932 aux Territoires du Nord-Ouest
Chronologie des Territoires du Nord-Ouest
- 1928
- 1929
- 1930
- 1931
- 1932
- 1933
- 1934
- 1935
- 1936

Cette page concerne les événements survenus en 1932 dans le territoire canadien des Territoires du Nord-Ouest.

## Politique
- Premier ministre : Hugh H. Rowatt (Commissaire en gouvernement)
- Commissaire :
- Législature :

## Événements
- Albert Johnson, surnommé Mad Trapper, est abattu par la Gendarmerie royale du Canada dans les Territoires du Nord-Ouest.